# International Journal of Men's Health
 (mai 2025).
L'International Journal of Men's Health est une revue scientifique d'évaluation par les pairs trisannuelle créée en 2002, et publiée par Men's Studies Press. Elle couvre tous les aspects de la Men's health (santé des hommes). Le rédacteur en chef est Steve Robertson. Le journal est indexé dans Scopus.